# Vincenzo Giustiniani (1519–1582)
Vincenzo Giustiniani OP (ur. 28 sierpnia 1519 w Chios, zm. 28 października 1582 w Rzymie) – włoski kardynał.

## Życiorys
Urodził się 28 sierpnia 1519 roku w Chios, jako syn Francesca Giustinianiego i Cateriny di Bricio Giustiniani. W młodości wstąpił do zakonu dominikanów, a w 1558 roku został generałem. Pełnił także funkcję ambasadora Mediolanu przed Filipem II. 17 maja 1570 roku zostałkreowany kardynałem prezbiterem i otrzymał kościół tytularny San Nicola fra le Immagini. Wobec tego zrezygnował z funkcji generała zakonu. Zmarł 28 października 1582 roku w Rzymie.